# Parus Business Centre
El Parus Business Centre (en ucraniano: Бізнес Центр «Парус») es un edificio de oficinas de clase A de 34 plantas situado en Kiev, capital de Ucrania. Está situado en el centro de la ciudad, entre Mechnikova St. y Lesi Ukrainky Blvd. (dirección: 2, Mechnikova St.) y es actualmente el segundo edificio más alto del país.
La construcción comenzó en 2004 y acabó en febrero de 2007. Aparte de 50 400 m² de oficinas, su uso principal, el edificio contiene unos 2400 m² de comercios y unos 2700 m² de cafeterías y restaurantes. También dispone de un aparcamiento de coches subterráneo de cuatro plantas con capacidad para 300 coches.
Mientras estaba todavía en construcción, el proyecto se denominaba "Elsburg Plaza" (en ucraniano: «Ельсбург Плаза»), pero fue renombrado posteriormente "Parus" (traducido literalmente como "vela") aparentemente por la forma ovalada del edificio, que recuerda la vela de un barco.[cita requerida]
En julio de 2008, Kontrakty, el semanal de negocios de Ucrania, clasificó a las 10 oficinas más caras de Kiev. Parus estaba en el primer puesto en cuanto a ingresos anuales por alquiler, que ascendían a unos $50 millones.
Los principales ocupantes de Parus son McKinsey & Company, el banco de inversión Concorde Capital, la petrolera TNK-BP, la empresa de licores Olimp, la promotora Delin Development, y el fabricante de tubos de acero Interpipe. Colliers International, una empresa de servicios inmobiliarios, fue el agente de alquiler exclusivo de Parus.
Parus fue promovida y es propiedad de "Mandaryn Plaza Ltd." (en ucraniano: ЗАТ «Мандарин Плаза»), una sociedad anónima, destacada por su lujoso centro comercial homónimo en el centro de Kiev.[cita requerida] En septiembre de 2007, Dmytro Firtash, un empresario ucraniano, compró una participación del 50% en Mandaryn Plaza Ltd, a través de su empresa Heritage Properties International AB.